# Emil Zenetti
Emil Zenetti (* 16. Mai 1883 in Lauingen; † 23. Juni 1945 in Bad Kohlgrub) war ein deutscher General der Flakartillerie der Luftwaffe im Zweiten Weltkrieg.

## Leben
Beförderungen
- 31. Januar 1904 Fähnrich
- 8. März 1905 Leutnant
- 28. Oktober 1912 Oberleutnant
- 14. Januar 1916 Hauptmann
- 1. Dezember 1926 Major
- 1. Februar 1931 Oberstleutnant
- 1. September 1933 Oberst
- 1. August 1937 Generalmajor
- 1. August 1939 Generalleutnant
- 1. Februar 1941 General der Flakartillerie

Zenetti trat am 18. Juli 1903 als Fahnenjunker in das 10. Feldartillerie-Regiment der Bayerischen Armee in Erlangen ein. Nach dem erfolgreichen Besuch der Kriegsschule München wurde er am 8. März 1905 zum Leutnant befördert. Von Oktober 1907 bis Ende Juni 1908 war Zenetti zur weiteren Ausbildung an die Artillerie- und Ingenieur-Schule kommandiert, war ab Oktober 1910 Abteilungsadjutant und stieg im Oktober 1913 als Oberleutnant zum Regimentsadjutant auf.
In dieser Funktion verblieb Zenetti auch während des Ersten Weltkriegs bis zum 24. Januar 1917. Anschließend wechselte er als Adjutant zur 3. Feldartillerie-Brigade, stieg aber bereits zum 4. März 1917 zum Stabsoffizier der Artillerie beim Stab des Armeeoberkommandos 6. Zum 25. Mai 1918 wurde Zenetti Abteilungskommandeur im 8. Feldartillerie-Regiments „Prinz Heinrich von Preußen“. Für sein Wirken während des Krieges hatte man ihm beide Klassen des Eisernen Kreuzes und den Bayerischen Militärverdienstorden IV. Klasse mit Schwertern und der Krone verliehen.
Er wirkte als Führer der Freiwilligen-Batterie Zenetti.
Nach einem Lazarettaufenthalt vom 23. Dezember 1918 bis 3. Januar 1919 wurde Zenetti am 4. Januar 1919 Batterieführer im 10. Feldartillerie-Regiment. Die gleiche Funktion hatte er vom 1. Juni 1919 mit der Übernahme in die Vorläufige Reichswehr bis Ende 1920 im Reichswehr-Artillerie-Regiment 24 inne. Mit Wirkung zum 1. Januar 1921 stieg Zenetti dann zum Batteriechef im 7. (Bayerisches) Artillerie-Regiment auf. Von April 1923 bis September 1927 diente er dann im Stabe des Artillerieführers VII sowie anschließend von Oktober 1927 bis Mitte Januar 1931 als Leiter der Gasschutzlehrgänge bei der Inspektion der Artillerie. Zum 15. Januar 1931 wurde Zenetti zum Reichswehrministerium abkommandiert, wo er von Mai 1931 bis Ende Februar 1934 als Referent fungierte.

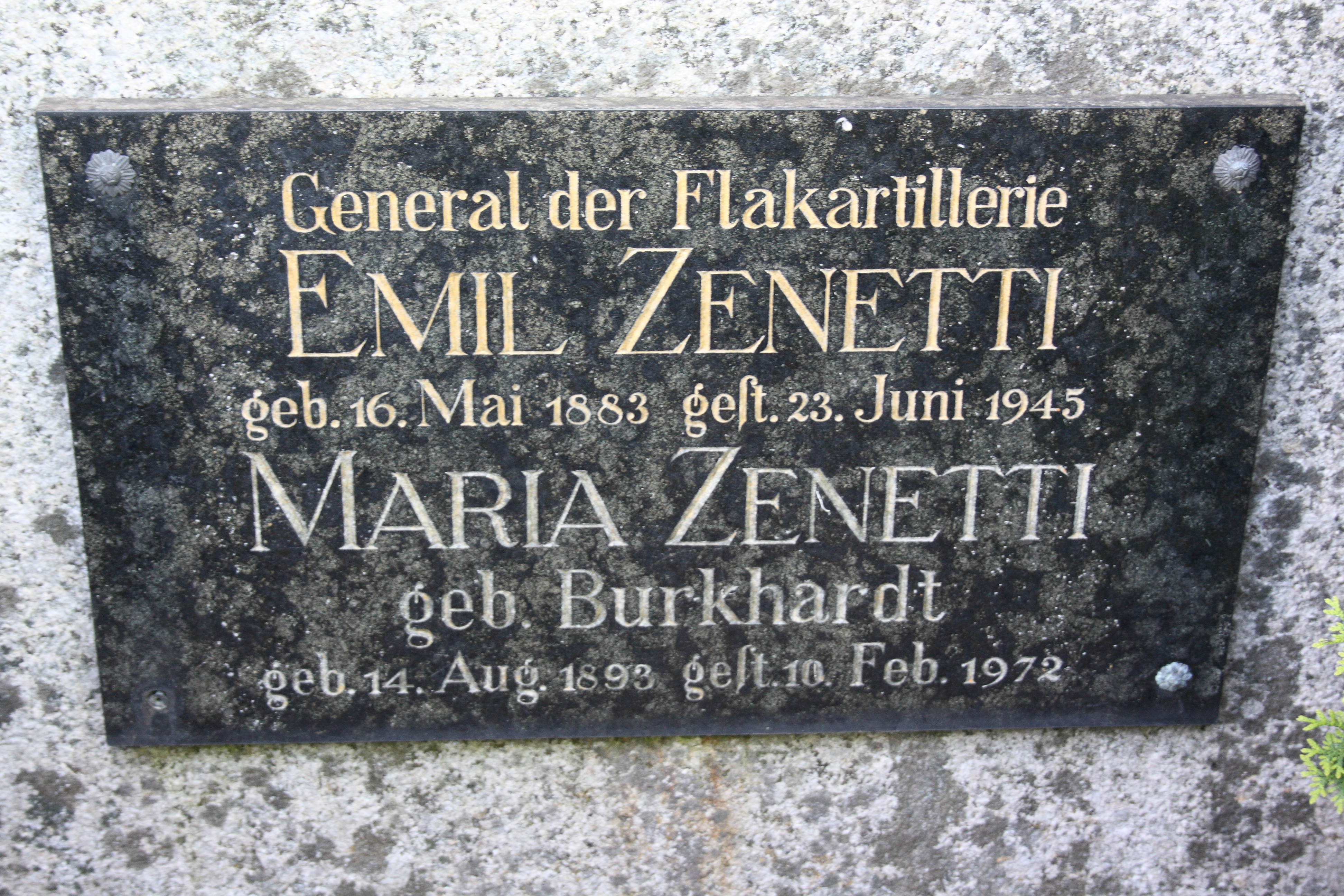
Grabplatte auf dem alten Friedhof in Lauingen

Zum 1. März 1934 trat er zur Luftwaffe über, wo Zenetti bis Ende März 1935 beim Stab des Höheren Luftamtes Berlin eingesetzt war. Dem folgte bis September 1936 seine Verwendung im Stab des Luftkreis-Kommandos II, ebenfalls in Berlin. Zum 1. Oktober 1936 wurde Zenetti zum Befehlshaber im Luftgau 15 mit Sitz in Stuttgart ernannt. Im Anschluss hieran wurde Zenetti am 1. Juli 1938 zum Kommandierenden General und Befehlshaber des Luftgaus VII in München ernannt. Diese Position hatte er bis zum 1. September 1944 inne und wurde in die Führerreserve versetzt. In dieser Zeit erkrankte Zenetti schwer und starb an den Folgen der Krankheit nach Kriegsende am 23. Juni 1945 im Luftwaffen-Lazarett von Bad Kohlgrub.
In Fürstenfeldbruck führt heute die Zenettistraße zum Fliegerhorst, auf dem sich u. a. die Offizierschule der Luftwaffe befindet.